# Louisiana State Lottery Company

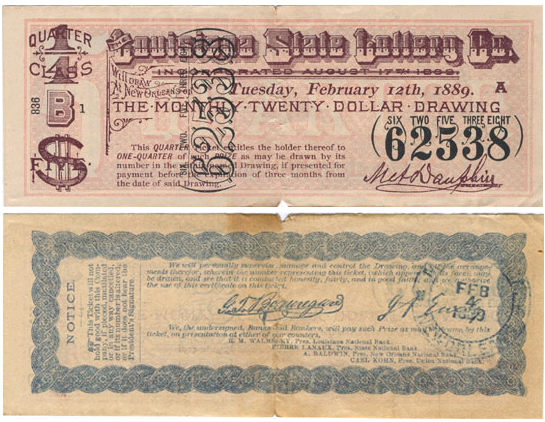
Un ticket de loterie du 12 février 1889.

La Louisiana State Lottery Company était une entreprise privée qui dirigeait la loterie de la Louisiane au milieu du XIXe siècle.
C'est, pendant un temps, la seule loterie légale aux États-Unis.